# Histoire de l'Utah
L'Histoire de l'Utah, État enclavé au cœur des montagnes Rocheuses, a été marquée par une adhésion très tardive à l'Union, en raison d'une forte colonie de Mormons, qui ont tenté sans succès d'obtenir une vaste autonomie politique à leur arrivée en 1847.

## L'époque des Amérindiens et des explorateurs

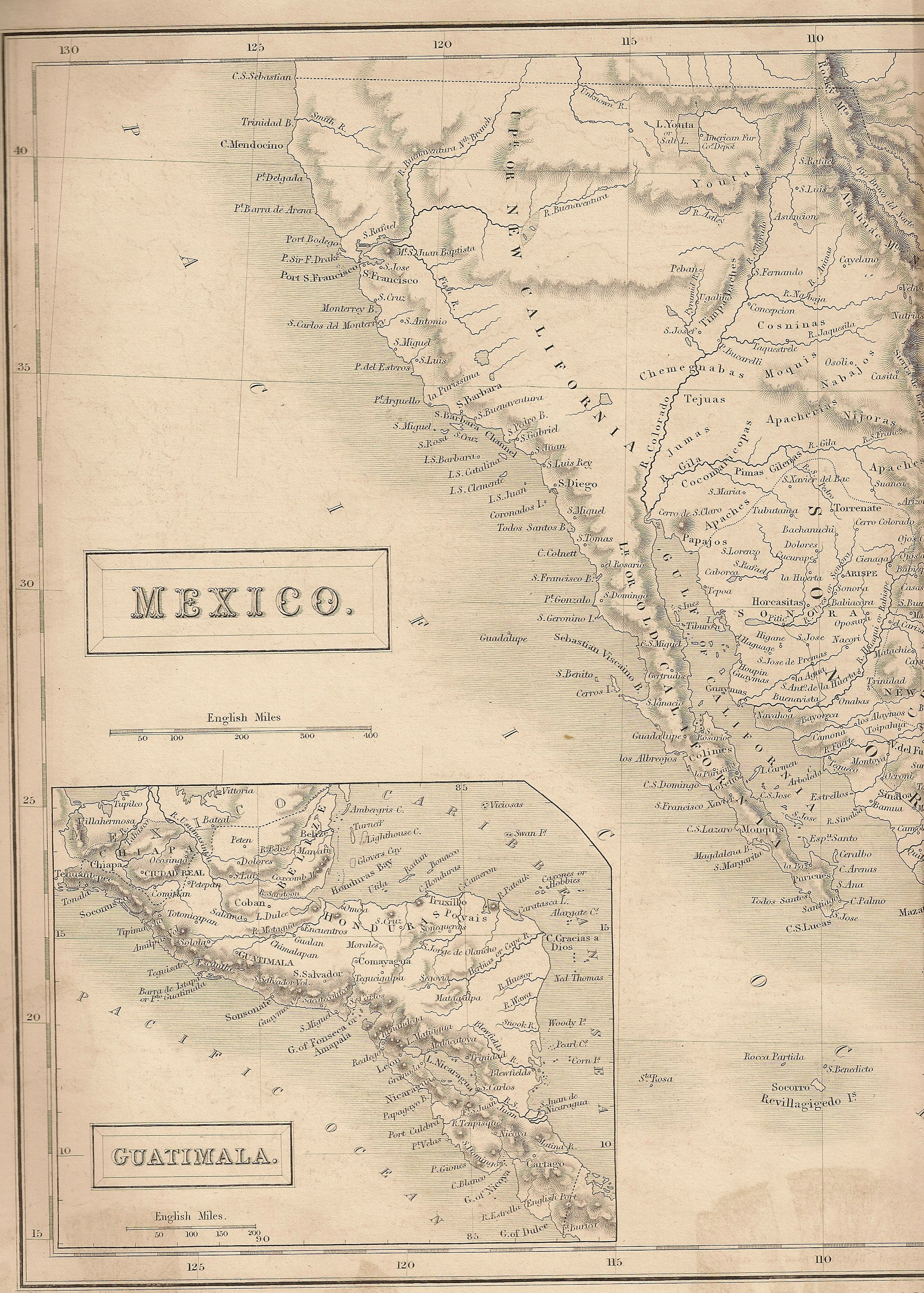
L'Utah en 1838. La région est encore une composante du Mexique.

Présents dans la région depuis la préhistoire, les Amérindiens ont laissé des pétroglyphes et des pictogrammes, témoins de leur culture passée. Francisco Vásquez de Coronado a sans doute traversé le Sud de l’Utah actuel en 1540, alors qu’il cherchait la légendaire Cibola. Deux siècles plus tard, un groupe d’Espagnols, conduit par deux prêtres, quitte Santa Fe en 1776 à la recherche d'une route menant à la côte californienne. L’expédition parvient au nord d’Utah Lake et rencontre les Amérindiens. Puis des trappeurs explorent la région au début du XIXe siècle.
Le trappeur et explorateur franco-canadien Étienne Provost voyagea dans la région en 1825, alors que le Canada était anglais. Souvent considéré comme le premier blanc à avoir aperçu le Grand Lac Salé, il a donné son nom à la ville de Provo. Au bord de la rivière, il fut attaqué au mois d'octobre 1824 par une bande d'Amérindiens, et huit hommes trouvèrent alors la mort. Survivant, il établit huit postes commerciaux sur le lac Salé et le lac Utah. L'année suivante, il rencontre Peter Skene Ogden au canyon Weber, puis voyage avec William H. Ashley.

## Territoire de l'Utah

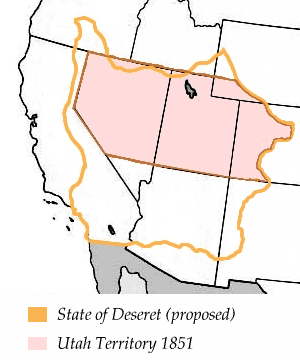
Les limites (en jaune) de l'État du Deseret, réclamé sans succès par les Mormons, et en rose le territoire de l'Utah.

Le territoire de l'Utah est créé par un Act du Congrès américain le 9 septembre 1850, le même jour que l'admission de l'État de Californie dans l'Union et la création du territoire du Nouveau-Mexique. Sa création provenait en partie du compromis de 1850 qui devait préserver l'équilibre du pouvoir entre États esclavagistes et États non esclavagistes. Elle est aussi l'aboutissement  d'une pétition envoyée au Congrès par les pionniers mormons installés dans la vallée du lac Salé en 1847. Brigham Young, leur leader, réclamait une entrée dans l'Union comme État du Deseret, avec Salt Lake City pour capitale et des frontières proposées qui englobaient l'intégralité du Grand Bassin et le bassin versant du Colorado, incluant en partie ou en totalité neuf États américains actuels. Il n'a pas obtenu gain de cause. À l'exception d'une petite zone autour du cours amont du Colorado, située de nos jours dans l'État du Colorado, toutes les terres composant ce nouveau territoire de l'Utah ont été acquises en 1848 lors de la cession mexicaine, la frontière orientale du territoire de l'Utah suivant ainsi la Continental Divide. Sa limite sud avec le territoire du Nouveau-Mexique a été fixée le long du 37e parallèle nord. 
En mars 1849, constatant qu'ils n'auraient pas le temps de suivre les étapes habituelles pour transformer le territoire en État officiel, Brigham Young et un groupe d'aînés de l'Église esquissèrent rapidement une constitution d'État basée sur celle de l'État de l'Iowa où les Mormons s'étaient temporairement installés. Il faudra en réalité cinq décennies pour que l'Utah devienne un État, car la polygamie pratiquée par les Mormons leur attire des ennemis dans bien des milieux.

## Les miracles de l'irrigation et l'industrie minière
L’économie du nouvel État de l'Utah a rapidement prospéré au début du XXe siècle grâce à l’irrigation pratiquée par les Mormons. Le développement de l’exploitation minière et de l’industrie de la fonderie lui donnent aussi des foyers de peuplement et des produits d'exportations.

### Les peuples amérindiens veulent récupérer leurs territoires

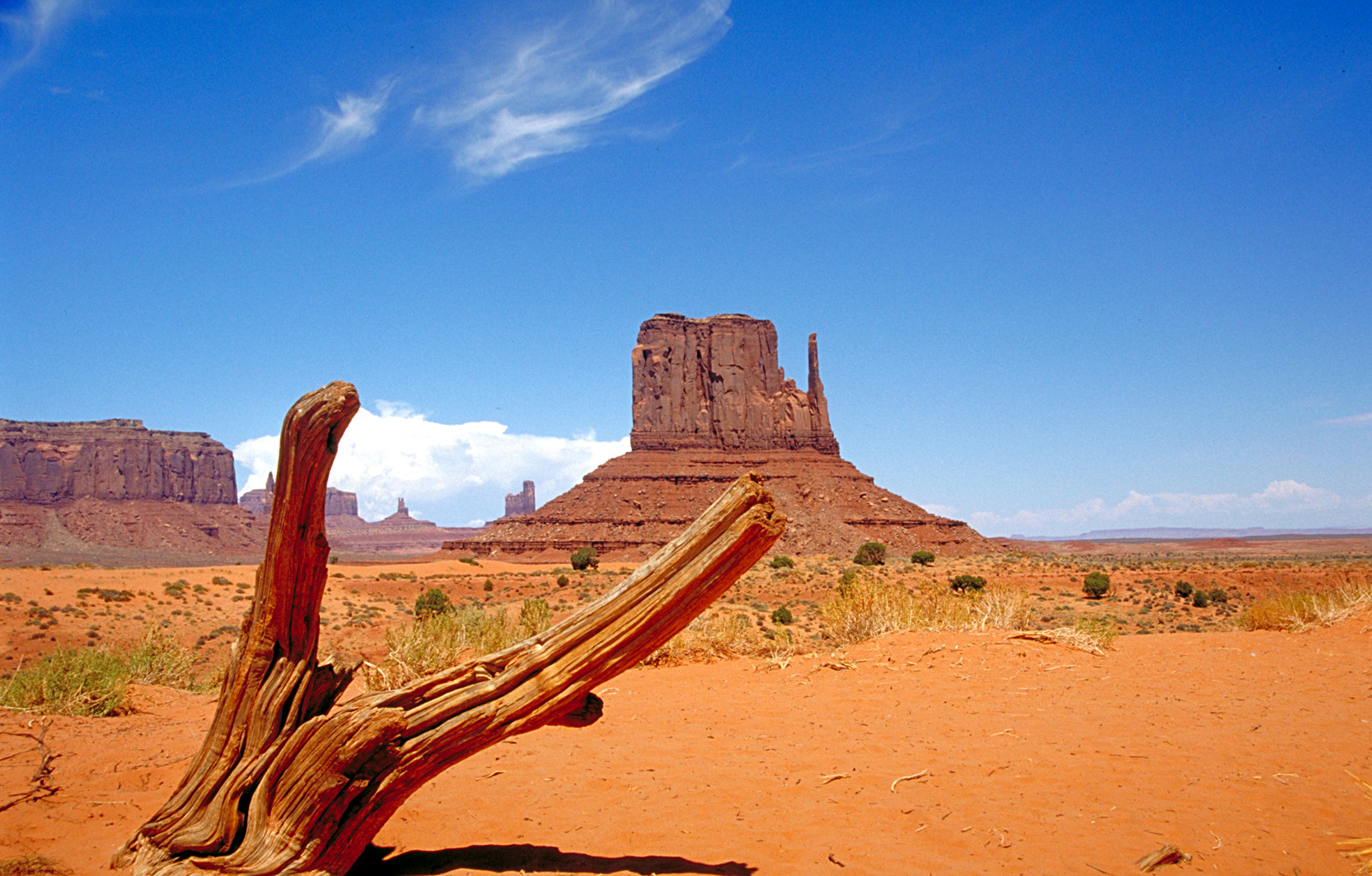
Monument Valley.

Au XXe siècle des décisions de la cour fédérale de justice rétablirent la juridiction des tribus Utes, peuple amérindien de l'Utah, sur les portions perdues des réserves en les accompagnant de compensations financières. La plus grande tribu, les Utes du Nord, qui vit dans la réserve Uintah-Ouray dans le nord-est de l'Utah, a entrepris de racheter d’anciennes terres tribales en accord avec l'Indian Reorganization Act de 1934. Les 2 938 km2 de la Hill Creek extension ont été rendus à la tribu par le gouvernement fédéral en 1948. Plus tard, dans les années 1980, des décisions de justice ont redonné aux Utes du Nord un droit légal sur 12 000 km2 de terres de la réserve spoliées. Des découvertes de pétrole et de gaz dans la réserve portent l'espoir d'une amélioration du niveau de vie. Le tourisme s'est également développé dans l'Utah, grâce à une grande richesse en sites naturels exceptionnels, souvent proches de réserves indiennes, comme Monument Valley, dans le sud de l'État.

## La diversification, dans la seconde partie duXXesiècle
Après la Seconde Guerre mondiale, le gouvernement fédéral, qui possède 60 % du territoire de l'État de l’Utah, a mis en place des installations au service de ses projets militaires les plus en vue, en particulier la production de missiles. La découverte de gisements d’uranium et de pétrole, puis l’installation, au début des années 1990, d’activités de haute technologie ont également entretenu une importante croissance économique, ainsi que démographique, grâce à un solde migratoire très positif. 

## Le paradis américain du ski
En 1939, la création de l'Alta Ski Area, fait connaitre l'Utah et sa chaîne Wasatch comme l'une des meilleures destinations mondiales pour le ski de descente. Les Jeux olympiques d'hiver de 2002 ont lieu du 8 au 24 février 2002 à Salt Lake City, troisième ville américaine à les accueillir après Lake Placid et Squaw Valley en 1960. Plusieurs fois candidate par le passé, Salt Lake City décroche la confiance du CIO face à Östersund, Sion et Québec. L'organisation des Jeux est présidée par Mitt Romney, futur candidat républicain à la présidence des États-Unis.